# Miratorg
Công ty cổ phần thực phẩm Miratorg  (tiếng Nga: Агропромышленный холдинг Мираторг) là một doanh nghiệp tư nhân kinh doanh sản phẩm nông nghiệp của Nga có trụ sở tại Moskva. Được thành lập vào năm 1995, đây là một trong những nhà sản xuất và phân phối sản phẩm thịt lớn nhất ở Nga.

## Lịch sử
Đây là công ty con của Agromir có trụ sở tại Síp khi họ nắm giữ 99,9% quyền sở hữu Miratorg.

## Sản phẩm chính
Miratorg và các công ty con tích cực phát triển việc chế biến, sản xuất và phân phối thịt gia cầm, thịt lợn, thịt bò, rau quả đông lạnh, thực phẩm tiện lợi, và các loại thực phẩm khác. Họ cũng tích cực trong việc canh tác cây trồng.